# E.I.N.S.
《E.I.N.S.》는 독일 하드록 밴드 뵈제 옹켈츠의 정규13 집이다. 1996년 10월 23일에 ‘’버진 레코드’’에서 발매되었고, 음악 전문지 ‘’록하드’’에서는 10점 만 점에 8.5점의 점수를 받았다.

## 앨범 타이틀
밴드 멤버들에 따르면,‘E.I.N.S'를 앨범 타이틀로 사용한 이유는, 멤버들과 팬 사이의 유대감을 강조하려고 했다고 한다. 그러나 몇몇 반 옹켈츠 기자들은 E.I.N.S (Eigentlich Immer Noch Skins –사실 여전히 네오나치, 역자 주)를 뜻한다고 주장했다.

## 앨범 커버
커버에 있는 얼굴은 네 명의 멤버들의 얼굴에서 하나씩을 떼어서 합성한 것이다. (입: 슈테판 바이드너, 코: 페터 쇼로프스키, 귀: 케빈러셀, 눈: 마티아스 뢰어) 
얼굴 위에는 뵈제 옹켈츠의 로고가, 아래에는 타이틀인 E.I.N.S가 있다.

## 수록곡
| #  | 곡목                                        | 런닝타임 |
| -- | ------------------------------------------- | -------- |
| 1  | Danket dem Herrn                            | 4:05     |
| 2  | Nichts ist so hart wie das Leben            | 3:44     |
| 3  | Wie tief willst du noch sinken              | 5:14     |
| 4  | Ihr sollt den Tag nicht vor dem Abend loben | 4:20     |
| 5  | Zu nah an der Wahrheit                      | 6:19     |
| 6  | Meister der Lügen                           | 4:22     |
| 7  | Kirche                                      | 5:37     |
| 8  | Flammen                                     | 4:14     |
| 9  | Koma - eine Nacht die niemals endet         | 4:57     |
| 10 | Auf gute Freunde                            | 5:18     |
| 11 | Regen                                       | 8:41     |
| 12 | Zeit zu geh'n                               | 3:47     |
| 13 | Enie Tfahcstob rüf Ediona-RAP               | 3:48     |

## 각 수록곡에 대한 설명
Danket dem Herrn
앨범의 포문을 여는 곡으로, 밴드 자신과 팬들에 대한 노래이다. 가사 중 일부는 성경에서 차용하였다. „duftende Blumen in Feldern voll Scheiße“ (Buch 이사야: „Alles Fleisch ist Gras, und all seine Güte ist wie eine Blume auf dem Felde“, nach biblischer Ansicht hat ein Feld gedüngt zu sein). Das „Perlen vor die Säue“ stammt aus dem 마태복음,„Uns liegt das Herz auf der Zunge" ist ein abgewandeltes Zitat von 욥기 („Mein Herz spricht die aufrichtigen Worte“). 
„fantastische Vier"(환상적인 4인조)라는 가사는 1987년에 발매된 앨범 Onkelz wie wir...동명의 타이틀 곡에서 차용했다. 또한 밴드는 이 노래에서 친구가 얼마나 많은지 보다는 얼마나 좋은 친구들이 있는지에 대해서 노래하고 있다. 
Nichts ist so hart wie das Leben
이 곡은 사람이 단순히‘산다는 것’이 아니라 비록 힘들 지라도‘어떻게 살아 나가야 할 지'에 대해서 노래하고 있다. 자살은 비겁함으로 묘사하고 용기를 낼 것을 말한다.
Wie tief willst du noch sinken
이 곡은 약해빠진 기회주의자들에 대한 노래이다.
Ihr sollt den Tag nicht vor dem Abend loben
이 곡은 90년대 옹켈츠에게 심한 비판을 하였던 디 토튼 호젠과 디 애어츠테를 직접적으로 겨냥해서 쓴 곡이다. 
1997년 발매된 Live in Dortmund 앨범을 들어보면, 이 곡이 끝난 뒤에 팬들이 „전쟁",또는 "빌어먹을 토튼 호젠"이라고 합창하는 것을 들을 수 있다.
Zu nah an der Wahrheit
이 곡은 팬에 대한 애정을 노래하고 있다.
Meister der Lügen
이 곡은 조금의 사전조사 없이 기사를 쓰는 기자들과 자극적인 보도때문에 겪은 부정적인 경험을 다루고 있다. 
Kirche
이 곡은 특히 기독교를 디스하는 곡이다. 바이드너는„교회는 광기어린 동정이 아닌, 자신들의 돈을 불쌍한 사람들에게 나누어 주어야 한다"와 "조직화된 종교는 평화와 단합으로 가는 길의 가장 큰 장매물이다라고 말했다.
"악마에 대한 두려움이 없는 자는,신도 필요없다"라는 가사는 „장미의 이름“에서 차용했다. (움베르토 에코, 1980).
Flammen
이 곡은 밴드의 다사다난 했던 과거에 관한 곡이다. 하지만 주제를 정확히 언급하지는 않았다.
Koma - eine Nacht die niemals endet
뇌사상태에 들어가기 직전의 상태를 노래한 것이다.
Auf gute Freunde
이 노래는 밴드가 과거에 겪었던 일, 그리고 그 당시를 회상한 노래다. 앞으로는 과거 보다는 미래를 내다보면서 나아갈 것이라는 의지를 담은 곡이기도 하다.
Regen
이 곡에서는 나태한 사회를 비판하고 있다. 베이시스트 슈테판 바이드너 혼자 작곡했다.
Zeit zu gehn
이 곡의 주된 메시지는 비록 나아가고자 방향이 다른 친구관계일지라도 절교하지 말고 계속 친구 관계로 남아 있는 것이 좋다는 것이다.
Enie Tfahcstob rüf Ediona-RAP (Eine Botschaft für PARanoide)
이 곡은 앨범 Heilige Lieder의 수록곡인 Noreira(켈트의 여신)가 Noreia라고 초판에 잘못 인쇄되었는데, 나중에 리마스터반에도 같은LP를 사용하다 보니 또 Noreira 로 인쇄된 사건이 있었다. 그리하여 또 극우주의자라는 오해를 사기도 했다. 이번 앨범에서 밴드는 다시 한번 제목을 거꾸로 쓰는데, 원래 대로라면 ‚Eine Botschaft für Paranoide‘(편집증 환자들에게 보내는 메시지)이다. 이 곡은 슈테판 바이드너가 녹음 한 내용을 거꾸로 녹음한 내용이 플레이 된다.